# Zwarte begroting

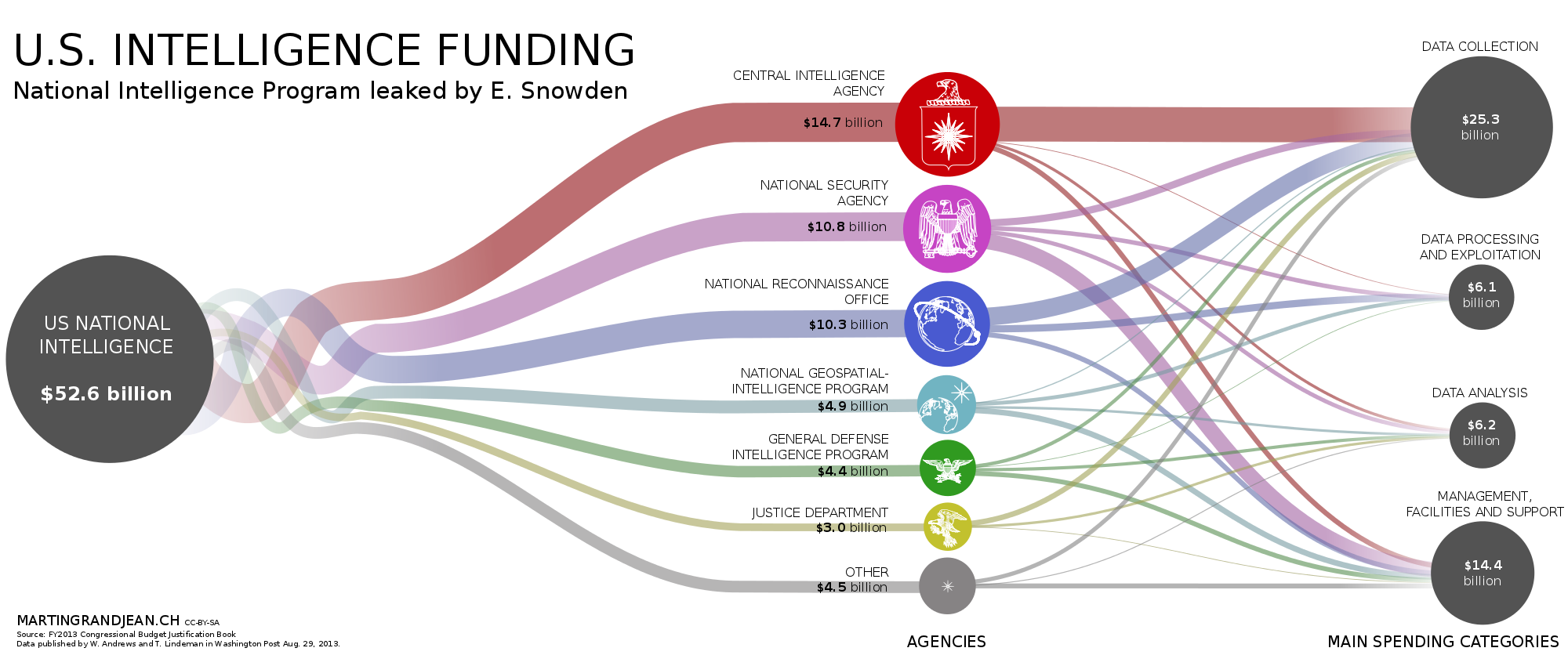
Infografiek van de zwarte begroting van inlichtingendiensten in de Verenigde Staten (2013)

Een zwarte begroting is een budget dat wordt toegekend voor geheime operaties van een land of bedrijf. Het dekt meestal uitgaven die verband houden met militair onderzoek en andere praktijken die niet mogen geweten zijn. Om de geheime aard ervan te rechtvaardigen wordt nationale veiligheid ingeroepen.

## Verenigde Staten
Het United States Department of Defense heeft een zwart budget om black projects te bekostigen. Het jaarbedrag ervan werd in 2008 op $30 miljard geschat, maar werd nadien verhoogd tot een geraamde $50 miljard in 2009. The Washington Post berichtte op basis van informatie van Edward Snowden hoe de Verenigde Staten in 2012 de som van $52,8 miljard reserveerden voor de zwarte begroting.